# Liste des titres musicaux numéro un en Suisse en 2009
Cette page liste les titres numéro un au Swiss Music Charts en 2009.

## Chart
| Semaine      | Single                   | Single                                 | Album                           | Album             |
| Semaine      | Titre                    | Artiste                                | Titre                           | Artiste           |
| ------------ | ------------------------ | -------------------------------------- | ------------------------------- | ----------------- |
| 4 janvier    | Das Feyr vo dr Sehnsucht | Jodlerklub Wiesenberg & Francine Jordi | Der Mann mit der Mundharmonika  | Michael Hirte     |
| 11 janvier   | Hot n Cold               | Katy Perry                             | 0816                            | Bligg             |
| 18 janvier   | Hot n Cold               | Katy Perry                             | 0816                            | Bligg             |
| 25 janvier   | Hot n Cold               | Katy Perry                             | 0816                            | Bligg             |
| 1er février  | Hot n Cold               | Katy Perry                             | 0816                            | Bligg             |
| 8 février    | Hot n Cold               | Katy Perry                             | Working on a Dream              | Bruce Springsteen |
| 15 février   | Broken Strings           | James Morrison feat. Nelly Furtado     | 0816                            | Bligg             |
| 22 février   | Broken Strings           | James Morrison feat. Nelly Furtado     | Working on a Dream              | Bruce Springsteen |
| 1er mars     | Broken Strings           | James Morrison feat. Nelly Furtado     | Give Me Fire                    | Mando Diao        |
| 8 mars       | Irgendwas bleibt         | Silbermond                             | Invaders Must Die               | The Prodigy       |
| 15 mars      | Poker Face               | Lady Gaga                              | No Line on the Horizon          | U2                |
| 22 mars      | Poker Face               | Lady Gaga                              | No Line on the Horizon          | U2                |
| 29 mars      | Poker Face               | Lady Gaga                              | No Line on the Horizon          | U2                |
| 5 avril      | Poker Face               | Lady Gaga                              | Nichts passiert                 | Silbermond        |
| 12 avril     | Poker Face               | Lady Gaga                              | 2009                            | DJ Antoine        |
| 19 avril     | Poker Face               | Lady Gaga                              | Des rois, des pions et des fous | Stress            |
| 26 avril     | Poker Face               | Lady Gaga                              | Des rois, des pions et des fous | Stress            |
| 3 mai        | Poker Face               | Lady Gaga                              | Sounds of the Universe          | Depeche Mode      |
| 10 mai       | Ayo Technology           | Milow                                  | Sounds of the Universe          | Depeche Mode      |
| 17 mai       | Ayo Technology           | Milow                                  | Sounds of the Universe          | Depeche Mode      |
| 24 mai       | Ayo Technology           | Milow                                  | Sounds of the Universe          | Depeche Mode      |
| 31 mai       | Anything But Love        | Daniel Schuhmacher                     | 21st Century Breakdown          | Green Day         |
| 7 juin       | Ayo Technology           | Milow                                  | Ali e radici                    | Eros Ramazzotti   |
| 14 juin      | Ayo Technology           | Milow                                  | Ali e radici                    | Eros Ramazzotti   |
| 21 juin      | Ayo Technology           | Milow                                  | Battle for the Sun              | Placebo           |
| 28 juin      | "Stahn Uf"               | Baschi, Bligg, Ritschi, Seven & Stress | Ali e radici                    | Eros Ramazzotti   |
| 5 juillet    | When Love Takes Over     | David Guetta featuring Kelly Rowland   | Ali e radici                    | Eros Ramazzotti   |
| 12 juillet   | When Love Takes Over     | David Guetta featuring Kelly Rowland   | Thriller 25                     | Michael Jackson   |
| 19 juillet   | When Love Takes Over     | David Guetta featuring Kelly Rowland   | King of Pop                     | Michael Jackson   |
| 26 juillet   | When Love Takes Over     | David Guetta featuring Kelly Rowland   | King of Pop                     | Michael Jackson   |
| 2 août       | When Love Takes Over     | David Guetta featuring Kelly Rowland   | King of Pop                     | Michael Jackson   |
| 9 août       | When Love Takes Over     | David Guetta featuring Kelly Rowland   | King of Pop                     | Michael Jackson   |
| 16 août      | When Love Takes Over     | David Guetta featuring Kelly Rowland   | King of Pop                     | Michael Jackson   |
| 23 août      | When Love Takes Over     | David Guetta featuring Kelly Rowland   | King of Pop                     | Michael Jackson   |
| 30 août      | I Gotta Feeling          | Black Eyed Peas                        | Wir Kinder vom Bahnhof Soul     | Jan Delay         |
| 6 septembre  | I Gotta Feeling          | Black Eyed Peas                        | Prototyp                        | Polo Hofer        |
| 13 septembre | I Gotta Feeling          | Black Eyed Peas                        | I Look to You                   | Whitney Houston   |
| 20 septembre | I Gotta Feeling          | Black Eyed Peas                        | Need To Believe                 | Gotthard          |
| 27 septembre | I Gotta Feeling          | Black Eyed Peas                        | The Resistance                  | Muse              |
| 4 octobre    | I Gotta Feeling          | Black Eyed Peas                        | The Resistance                  | Muse              |
| 11 octobre   | I Gotta Feeling          | Black Eyed Peas                        | The Resistance                  | Muse              |
| 18 octobre   | I Gotta Feeling          | Black Eyed Peas                        | Touch Yello                     | Yello             |
| 25 octobre   | Bodies                   | Robbie Williams                        | She Wolf                        | Shakira           |
| 1er novembre | Bodies                   | Robbie Williams                        | Liebe ist für alle da           | Rammstein         |
| 8 novembre   | Bodies                   | Robbie Williams                        | Liebe ist für alle da           | Rammstein         |
| 15 novembre  | Bodies                   | Robbie Williams                        | The Circle                      | Bon Jovi          |
| 22 novembre  | Bodies                   | Robbie Williams                        | Reality Killed the Video Star   | Robbie Williams   |
| 29 novembre  | Monday Morning           | Melanie Fiona                          | The Fall                        | Norah Jones       |
| 6 décembre   | Monday Morning           | Melanie Fiona                          | Rated R                         | Rihanna           |
| 13 décembre  | Monday Morning           | Melanie Fiona                          | I Dreamed a Dream               | Susan Boyle       |
| 20 décembre  | Monday Morning           | Melanie Fiona                          | I Dreamed a Dream               | Susan Boyle       |
| 27 décembre  | Monday Morning           | Melanie Fiona                          | I Dreamed a Dream               | Susan Boyle       |